# سرای رضایی
سرای رضایی مربوط به دوره پهلوی دوم است و در دامغان، شمال خیابان امام خمینی (ره) واقع شده و این اثر در تاریخ ۲۵ خرداد ۱۳۸۱ با شمارهٔ ثبت ۵۹۳۵ به‌عنوان یکی از آثار ملی ایران به ثبت رسیده است.